# ポルトガル・エスクード
エスクード（ポルトガル語: Escudo）は、ポルトガルの旧通貨。ポルトガル語で「盾」の意を持つ。
ISO 4217コードはPTE。補助単位は100分の1のセンターボ。通貨記号はシフラン（Cifrão, {\displaystyle \mathrm {S} \!\!\!\Vert }）で、ドル記号に類似するが縦線は2本。価格を表す際はエスクードス{\displaystyle \mathrm {S} \!\!\!\Vert }センターボスといった表記がされた（例：25{\displaystyle \mathrm {S} \!\!\!\Vert }00は25エスクードス、100{\displaystyle \mathrm {S} \!\!\!\Vert }50は100エスクードス50センターボス）。
ポルトガルは1999年1月1日にユーロを導入、2002年2月28日にエスクードの流通を停止した。

## 歴史
1910年10月5日革命を経た1911年3月22日、それまで使用されていたレアルにかわりエスクードが導入された。当時の兌換レートは1エスクード＝1000レイス（ポルトガル・レアルの複数形）。また為替レートは4エスクードス50センターボス＝1UKポンドに設定された。
しかし、1914年以降に進んだエスクードの下落を受けて、1928年に為替レートを108エスクードス25センターボス＝1UKポンド、1931年に110エスクードス＝1UKポンドへ再設定。1940年には、27エスクードス50センターボス＝1アメリカ合衆国ドルの為替レートが新たに設定され、同年に25エスクードス＝1アメリカ合衆国ドル、1949年に28エスクードス75センターボス＝1アメリカ合衆国ドルへ再設定された。これら一部の商取引などで使用されていた補助単位センターボだが、20世紀の間に進んだインフレーションに伴い、実用の機会は徐々に減少。50センターボス、2エスクード50センターボス硬貨に姿を残していたものの、最終的には1990年代に流通が絶えた。
のちにポルトガルはユーロ圏へ加盟。200エスクードス48.2センターボス＝1ユーロのレートでユーロを導入した。

## 植民地
エスクードはポルトガル本国、アゾレス諸島、マデイラ諸島で使用されたほか、アフリカ旧植民地においてもポルトガルで発行された通貨が流通していた。一部においては地方硬貨や、ポルトガル銀行券よりも大西洋銀行券が多く流通し、アンゴラ・エスクード、カーボベルデ・エスクード、モザンビーク・エスクード、ポルトガル領ギニア・エスクード、サントメ・プリンシペ・エスクードとして植民地から独立するまで使用された。このうちカーボベルデだけは現在もエスクードを通貨としている。
アフリカ以外の旧植民地においては、マカオが植民地時代から今日に至るまでパタカが使用されていた。東ティモールがポルトガル植民地であった間、当初はパタカ、のちにエスクードが使用された。ポルトガル領インドがインドに併合される以前、エスクードを通貨としていた。

## 硬貨
エスクード導入後、1912年から1916年の間に10、20、50センターボス、1エスクード銀貨が始めに発行された。その後は1917年から1922年の間に1、2センターボス銅貨、4センターボス白銅貨を発行。1920年に5センターボ銅貨、10、20センターボス白銅貨を導入。1924年に10、20センターボス銅貨、アルミニウム青銅製の50センターボス、1エスクード硬貨が発行され、アルミニウム青銅貨は1927年に白銅貨へ替わった。

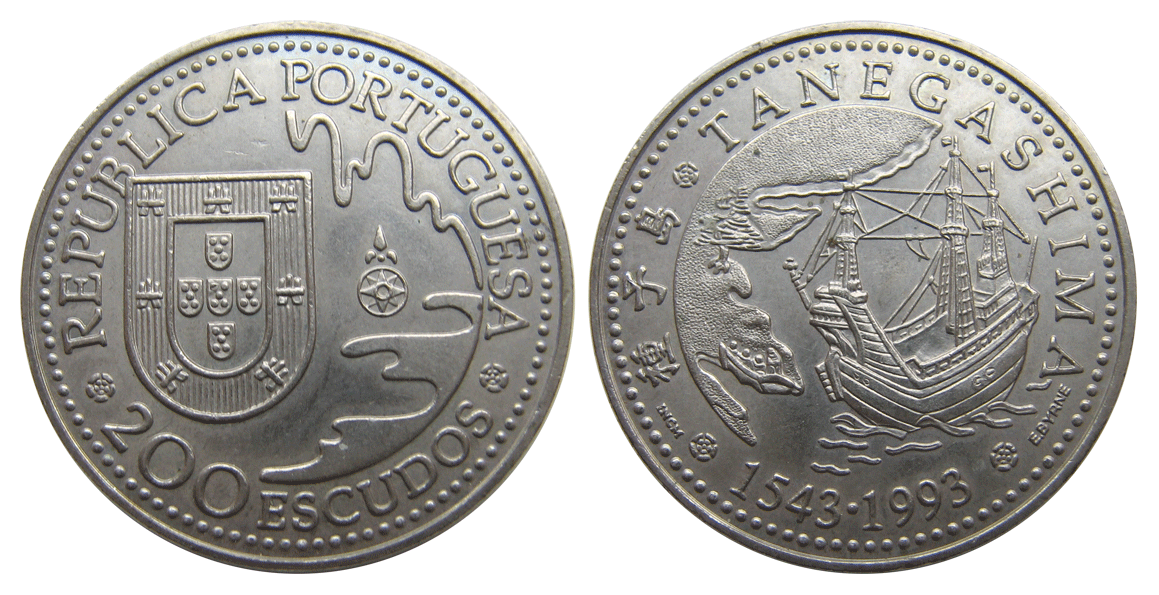
種子島をモチーフにした200エスクードス硬貨（1993年）

1932年に2エスクード50センターボス、5、10エスクードス銀貨が導入され、2エスクード50センターボス銀貨と5エスクードス銀貨は1951年まで、10エスクードス銀貨は1955年まで鋳造された。1963年に2エスクード50センターボス、5エスクードス白銅貨が導入され、1969年にアルミニウム製の10センターボス硬貨、20、50センターボス、1エスクード銅貨が発行された。1971年と1977年に10、25白銅貨が導入。1986年に新たな硬貨を鋳造、1989年と1991年に1、5、10エスクードス洋白貨、20、50エスクードス白銅貨、100、200エスクードスバイメタル貨が導入され、これら硬貨がユーロ導入のときまで流通した。ユーロ導入における各硬貨の交換レートは、1エスクードが0.50セント、5エスクードスが2.49セント、10エスクードスが4.99セント、20エスクードスが9.98セント、50エスクードスが24.94セント、100エスクードスが49.88セント、200エスクードスが99.76セントで、硬貨の交換は2002年12月31日をもって終了した。
硬貨の別名は、50センターボス硬貨をコロア（coroa, 王冠）と呼び、50センターボス硬貨が廃止された後年も、その名残から2エスクード50センターボス硬貨をシンココロアス（cinco coroas, 5つの王冠）。また、エスクード以前の旧通貨レアルを総じてレイスと呼んでいたことから、2500レイスにあたる2エスクード50センターボス硬貨をドイスイキニェントス（dois e quinhentos, 2500）と呼んだ。

## 紙幣
造幣局により1917年から1925年にかけて5、10、20センターボス紙幣が発行された一方、ポルトガル銀行により1913年と1922年に50センターボス、1、2エスクード50センターボス、5、10、20、50、100、500、1000エスクードス紙幣が導入された。以降、新たな紙幣は1942年に5000エスクードス紙幣、1989年に10,000エスクードス紙幣を導入。廃止された紙幣は1920年に50センターボス、1エスクード紙幣、1925年と1926年に2エスクード50センターボス、5、10エスクードス紙幣の造幣を停止。1989年に100エスクードス紙幣は硬貨へ替えられ、その造幣を停止した。
各紙幣の肖像はポルトガルの歴史的著名人や王政時代の国王が描かれていた。最後に発行されたシリーズの紙幣には大航海時代の人物が選ばれ、ジョアン・デ・バーロス、ペドロ・アルヴァレス・カブラル、バルトロメウ・ディアス、ヴァスコ・ダ・ガマ、エンリケ航海王子の肖像が描かれていた。
ユーロ導入における各紙幣の交換レートは、500エスクードスが2.49ユーロ、1000エスクードスが4.99ユーロ、2000エスクードスが9.98ユーロ、5000エスクードスが24.94ユーロ、10,000エスクードスが49.88ユーロで、2022年2月28日で交換が停止され失効した。